# Cabela's
Cabela's is een detailhandelbedrijf opgericht in 1961 in Chappell, Nebraska, V.S.
Cabela's verkoopt van origine vis-, jacht- en campingspullen. Ook bezit het bedrijf de "Trophy Properties LLC" (een vastgoedmarkt), "Outdoor Adventures" (jacht- en vistrips) en de "Gun Library", waar nieuwe en gebruikte wapens verkocht en gekocht kunnen worden. Cabela's is een van de Amerikaanse bedrijven die het meeste aan direct marketing doet. Het bedrijf werd in 2004 een public company (open nv) en maakte in dat boekjaar een omzet van 1,56 miljard dollar, een groei van 50% sinds 2001. In 2007 had Cabela's in totaal 26 winkels.
Cabela's postordercatalogi worden verstuurd naar 41 staten en 120 landen. In het eerste jaar als public company werden al meer dan 120 miljoen catalogi verstuurd.

## Winkels

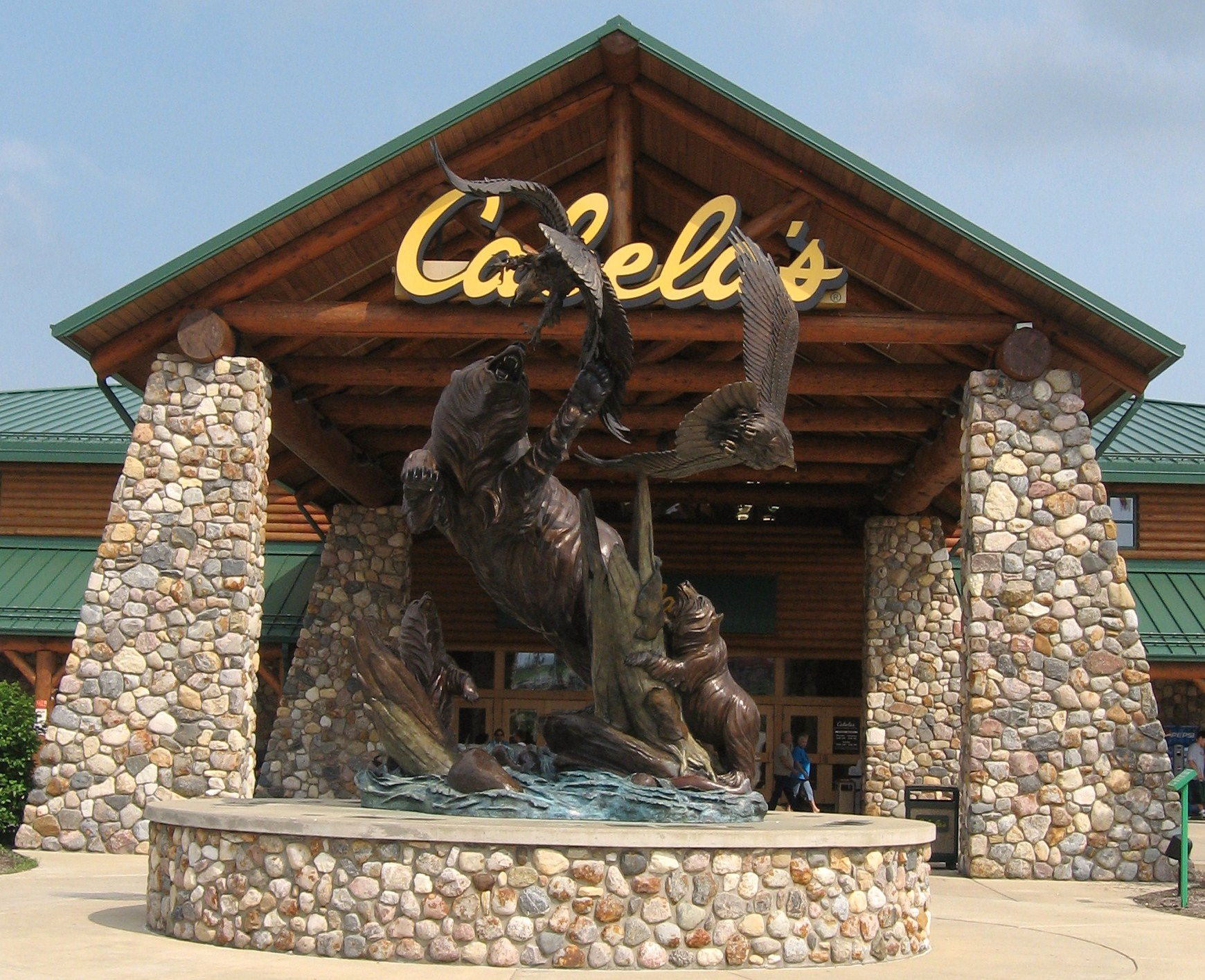
Een winkel van Cabela's in Wheeling, West Virginia.

De winkels van Cabela's zien er meer uit als een bezienswaardigheid dan een winkel. Het zijn grotachtige showrooms, waarin opgezette wilde dieren, grote aquaria, bergen en boogschietbanen zijn ondergebracht. Het succes van het bedrijfsconcept wordt goed geïllustreerd door de winkel in Kansas City, die een oppervlakte heeft van 17.000 m² en binnen één jaar door ruim vier miljoen klanten werd bezocht. De grootste winkel is die in Hamburg in Pennsylvania, met een vloeroppervlakte van 23.000 m².

## Videospellen
In samenwerking met Cabela's zijn diverse videospellen op de markt verschenen, waaronder Cabela's Dangerous Hunts en Cabela's Alaskan Adventures. Alle spellen simuleren levensechte jachtavonturen.